# Konken
Konken ist eine Ortsgemeinde im Landkreis Kusel in Rheinland-Pfalz. Sie gehört der Verbandsgemeinde Kusel-Altenglan an.

## Geographie
Der alte Ortskern von Konken liegt auf ca. 330 Meter Höhe in einer weiten muschelförmigen Talmulde, die vom Konker Bach gebildet wird und sich nach Osten hin öffnet. In nördlicher Richtung steigt das Gelände verhältnismäßig steil auf ca. 350 Meter an, die höchsten Erhebungen liegen jedoch im Süden der Gemarkung. Hier überschreiten der Rundwieshübel (404 m), die Harzhöhe (412 m) und die Konker Warte (414 m) die 400-Meter-Marke. Bewaldet sind vor allem der Osten und der äußerste Westen der Gemeindefläche.
Zu Konken gehören auch die Wohnplätze Hasenmühle und Rundwieserhof.
Nachbargemeinden sind – im Uhrzeigersinn – Ehweiler, Schellweiler, Hüffler, Wahnwegen, Herschweiler-Pettersheim, Langenbach und Albessen. Die Stadt Kusel, Verwaltungssitz von Verbandsgemeinde und Landkreis, ist sechs Kilometer in nordöstlicher Richtung entfernt.

## Geschichte
Konken gehörte zum Remigiusland und wurde im Jahr 1124 als „Chonchis“ urkundlich erwähnt. In einem undatierten Nachtrag wohl des 11. oder 12. Jahrhunderts im Urbar der Abtei Saint-Remi lautet der Name „Conchis“.
Zunächst zur Grafschaft Veldenz gehörend, fiel der Ort mit dem Erlöschen deren männlicher Linie 1444 an das neu gebildete Fürstentum Pfalz-Zweibrücken.
Im Jahr 1609 hatte Konken 127 Einwohner und war damit das größte Dorf der Umgebung, wurde von seinen Bewohnern aber während des Dreißigjährigen Kriegs verlassen. Vermutlich fielen sie überwiegend dem Massaker von 1635 durch kroatische Truppen der kaiserlichen Armee zum Opfer. Nach dem Krieg erfolgte eine Neubesiedlung durch Zuwanderung aus der Schweiz und aus Tirol. Während des Pfälzischen Erbfolgekriegs gegen Ende des 17. Jahrhunderts kam es durch die Truppen Ludwigs XIV. erneut zu Plünderungen.
Von 1801 bis 1814 gehörte Konken als Teil des Saardepartements, Arrondissement Birkenfeld zu Frankreich, und bildete den Mittelpunkt einer Mairie. Auf dem Wiener Kongress fiel die linksrheinische Pfalz 1815 zunächst an Österreich und 1816 aufgrund eines Tauschvertrages an das Königreich Bayern. Ab 1818 wurde Konken Sitz einer Bürgermeisterei, die zum Landkommissariat Kusel im bayerischen Rheinkreis gehörte.
Nach dem Zweiten Weltkrieg wurde Konken innerhalb der französischen Besatzungszone Teil des damals neu gebildeten Landes Rheinland-Pfalz. Im Zuge der ersten rheinland-pfälzischen Verwaltungsreform wurde der Ort der Verbandsgemeinde Kusel zugeordnet, die 2018 in der Verbandsgemeinde Kusel-Altenglan aufging.

## Politik

### Bürgermeister
Christian Gießler wurde am 29. Juni 2022 Ortsbürgermeister von Konken, nachdem er die Amtsgeschäfte bereits einige Wochen als Erster Beigeordneter geführt hatte. Nach der Amtsniederlegung seines Vorgängers war für eine am 12. Juni 2022 angesetzte Direktwahl kein Wahlvorschlag eingereicht worden. Daher oblag die Wahl eines neuen Bürgermeisters dem Gemeinderat, der sich einstimmig für Gießler entschied.
Er wurde im Juni 2024 wiedergewählt.
Gießlers Vorgänger Karl Knecht hatte das Amt am 25. Juni 2019 übernommen. Bei der Direktwahl am 26. Mai 2019 war er für fünf Jahre gewählt worden. Mit Wirkung zum 31. März 2022 legte er das Amt jedoch vorzeitig nieder. Knechts Vorgänger Fritz Emrich (SPD) hatte das Amt zehn Jahre ausgeübt, war 2019 aber nicht erneut angetreten.

### Wappen
Die Blasonierung des Wappens lautet: „Über erhöhtem, silbernem Schildfluß, darin eine blaue Muschel, aus der eine rote Flamme lodert, in Schwarz ein rotbewehrter, -bezungter und -bekrönter, goldener Löwe“.

## Wirtschaft und Infrastruktur
In Konken gibt es einen Kindergarten, eine Grundschule und eine Mehrzweckhalle. Der Ort ist mit seinem verkehrsgünstigen Gewerbegebiet einer der wenigen größeren Industriestandorte im Landkreis (rund 280 Arbeitsplätze in Industrie, Handwerk und Gewerbe).
Durch den Ort verläuft die B 420. Im Norden befindet sich die A 62 (mit Anschlussstelle „Kusel“ am nördlichen Ortsausgang). In Kusel befindet sich ein Bahnhof der Bahnstrecke Landstuhl–Kusel. Ein biogasbetriebenes Nahwärmenetz ist im Aufbau.

## Persönlichkeiten

### Söhne und Töchter der Gemeinde
- Philipp Casimir Heintz (1771–1835), Geistlicher und Historiker
- Christian Forsch (1856–1944), Heimatdichter und Nagelschmied[11]
- Walther Stepp (1898–1972), Jurist, Polizeibeamter und SS-Führer

### Personen die im Ort gewirkt haben
- Carl Friedrich Heman (1839–1919), evangelischer Theologe und Philosophieprofessor an der Universität Basel, 1871–1874 Pfarrer in Konken